# Emilio Bonato
Emilio Bonato (Verona, 6 settembre 1897 – Torino, 18 maggio 1982) è stato un calciatore italiano, di ruolo difensore.

## Carriera
Giocò nell'Alessandria nel campionato di Prima Categoria 1920-1921, disputando 5 gare compresa la finale dell'Italia settentrionale, persa contro la Pro Vercelli.
Al termine della stagione viene ceduto alla Novese, dove conquistò il titolo di campione d'Italia nel campionato di Prima Categoria 1921-1922 organizzato dalla F.I.G.C.. Nei due anni seguenti giocò con la squadra di Novi Ligure 18 partite nella Prima Divisione 1922-1923 e 20 gare con 2 reti nella Prima Divisione 1923-1924.

## Palmarès

### Competizioni nazionali
- Campionato italiano: 1

Novese: 1921-1922